# Segundo mundo

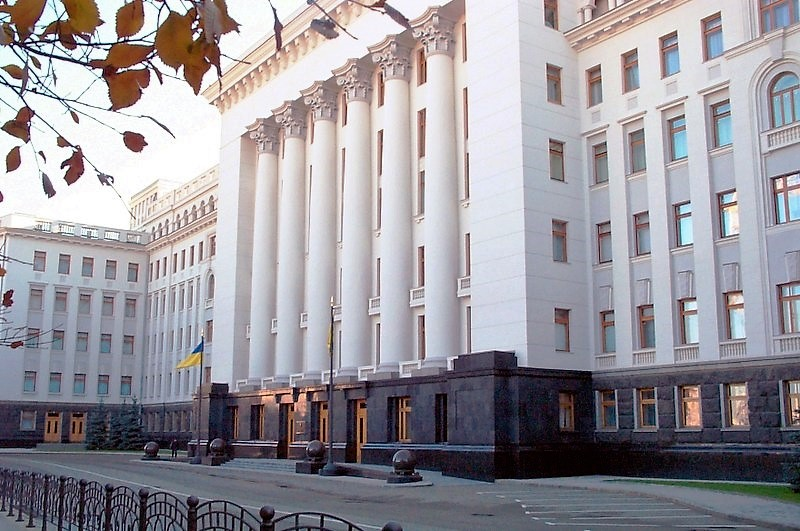
La presencia del Estado en todo el espacio público es un sello del segundo mundo del.

Los tres mundos separados durante la Guerra Fría, con sus respectivos aliados. Los colores no representan su situación económica, sino su alineación política.
Primer mundo: Países aliados de Estados Unidos.
Segundo mundo: Países aliados de la URSS.
Tercer mundo: Países no alineados y neutrales.

El segundo mundo es un concepto que se utiliza para referirse a los países socialistas, en oposición al sistema económico-ideológico del primer mundo. Estos estados se diferenciaban del primer mundo por su rechazo a la cultura liberal y al capitalismo abierto y también se diferenciaban del tercer mundo por su nivel educativo, el tamaño del Estado y el mayor poder relativo.
Actualmente el término está en desuso, pero se consideran países de segundo mundo a los países con economías emergentes como Rusia, la India y China. También a aquellos que son llamados «países en vías de desarrollo» como Brasil, México, Sudáfrica, entre otros.

## G-5

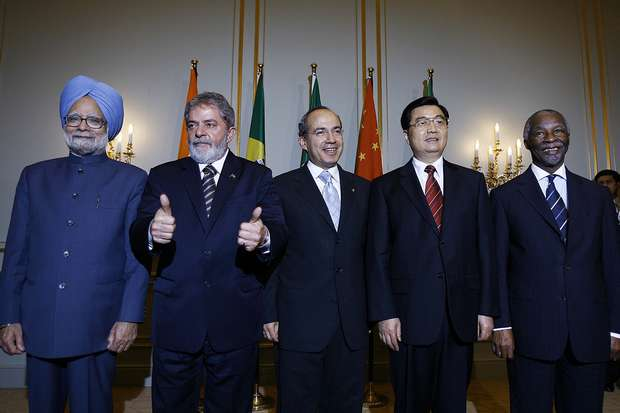
Líderes del G5 durante la 33.ª cumbre del G8, celebrada en Berlín, Alemania; foto del 7 de junio de 2007.

Para parte del pensamiento liberal se denomina segundo mundo al grupo de países que se encuentran en manifiestas vías de desarrollo. No hay mucha claridad sobre el límite bajo entre segundo y tercer mundo en esta materia, pero se pueden encontrar algunos países emergentes de todos los continentes los que tienen como característica un PIB aproximado sobre los 5000 dólares, un porcentaje sobre el 95 % de alfabetización y un crecimiento económico sostenido en el tiempo. Bajo ese prisma, el segundo mundo estaría compuesto por casi toda Europa Oriental, parte de Oriente Próximo, parte de Asia-Pacífico y Oceanía y parte de Sudamérica.

## Pensamiento social clásico sobre el segundo mundo
Para el pensamiento social clásico, el segundo mundo sigue estando en relación con los países que pertenecieron de la órbita soviética y alcanzaron un gran desarrollo en la educación y del tamaño del Estado. Básicamente se trataría solo de países de Europa Oriental y Oriente Próximo debido a la limitación económica del proyecto socialista real en el extremo oriente, en Iberoamérica y África. China dentro de toda esta materia es una excepción de análisis. Las razones por las cuales solo estos países pueden ser considerados bajo estas teoría, excluyendo a otras naciones emergentes que no tuvieron una matriz socialista, son las siguientes:
- El elevado nivel educativo y científico de este grupo de países.

- Sistema de cobertura sanitaria gratuito y universal avanzado, en algunos casos homologable a países del primer mundo.

- La homogeneidad estructural que muestran a diferencia de otros países.

- El tamaño del Estado y el alto grado de industrialización alcanzado.

- Economía basada en el sector primario

## Debate contemporáneo sobre el término
Ambas posturas tienen elementos inciertos que siguen polemizando la discusión acerca de lo que entendemos por segundo mundo. Básicamente las críticas tienen dos puntos clave:
- La imposibilidad de unificar criterios homogéneos para armar las categorías de exclusión correspondientes.
- El desarme ideológico que impide hacer un continuo en las listas de clasificación.

Sin embargo, si tomamos como referencia las categorías de agencias de clasificación económica como AC Nielsen, podemos constatar que la lista de países emergentes está constituida en un 90 % por Europa Oriental y algunos países árabes. El 10 % restante corresponde a países del Asia Pacífico que no sean satélites de flujo de capital. Por lo tanto, hay una relación considerable entre el antiguo segundo mundo y el actual, según el mapa de mercados emergentes. La única excepción son algunos países de Iberoamérica, que han mejorado desde la guerra fría hasta la actualidad, ya sea en nivel industrial, cultural o económico. Brasil,,Panamá,  y Uruguay son los más destacados en esta región.